# Ima Robot
Ima Robot je americká rocková skupina, která byla založena v Los Angeles v Kalifornii v roce 1998.

## Historie
Kapela byla vytvořena v roce 1988. V roce 2000 podepsala smlouvu s Virgin Records. Původními členy byli Alex Ebert, Timmy Anderson, Oliver Goldstein a Joey Waronker.
16. září 2003 kapela vydala své první album se stejným názvem jako skupina: Ima Robot. Album obsahovalo písně jako "Dynomite" nebo "Song #1".
Roku 2004 Waronker a Goldstein kapelu opustili. Skupinu opustil i Madel-Johnsen v roce 2005. Andersonův bratranec, se kterým se nikdy předtím nepotkal, se do kapely přidal jako bubeník. Spolu s ním se přidal Filip Nikolic jako baskytarista a Andy Marlow na klávesy.
12. září 2006 vydali své druhé album Monument to the Masses.
V dubnu roku 2007 se oddělili od Virgin Records a pracovali sami.
V roce 2008 se ke skupině přidal Lars Vognstrup, který dříve s Nikolicem hrál v jiné kapele. Dále se přidali v roce 2009 i Orpheo McCord, Jason Taylor a Jonas Petri Megyessi.
Skupina je od roku 2011 neaktivní, protože členové jsou zaneprázdněni. Alex Albert řekl, že je pořád členem Ima Robot.

## Diskografie

### Studiová alba
- Ima Robot (13. září 2003)
- Monument to the Masses (12. září 2006)
- Another Man's Treasure (19. října 2010)

### EP
- Untitled Demo Tape (1999)
- "Very Not OK, Underdogs, Drowse" (Demo CD) (1999)
- Untitled Demo CD (1999)
- "Black Jettas" (19. června 2003)
- "Public Access EP" (20. června 2003)
- "Song #1" (EP) – (22. března 2004)
- "Alive" (2004)
- "Search And Destroy" (2006)

### Singly
- "Dynomite" (Září 2003)
- ''Creeps Me Out'' (13. června 2006)
- ''Gangster'' (15. dubna 2008)

## Zajímavosti
Píseň ''Greenback Boogie'' je použita jako hlavní znělka seriálu Kravaťáci. Byla vybrána jako hlavní znělka hlavně proto, že se v písni zpívá o vydělávání peněz těžkou prací, stejně jako v Kravaťácích. Jméno ''Greenback Boogie'' bylo vybráno, protože ''greenback'' je slangový výraz pro peníze (asi proto, že inkoust na zadní straně dolaru je zelený) a ''boogie'' je tanec.

## Členové
- Alex Ebert – první hlas (1998–dosud)
- Timmy "The Terror" Anderson – kytara (1998–dosud)
- Filip "Turbotito" Nikolic – basová kytara (2004–dosud)
- Jason "Computer Jay" Taylor – klávesy (2009–dosud)
- Jonas Petri Megyessi – kytara, bicí (2009–dosud)
- Orpheo McCord – bicí (2009–dosud)
- Jason "One Three" - klávesy (2001)
- Rich Lambert - bicí (2000-2002)
- Joey Waronker – bicí (2003–2004)
- Oliver "Oligee" Goldstein – klávesy, kytara (1998–2004)
- Justin Meldal-Johnsen – basová kytara (2001–2004)
- Scott Devours – bicí (2005–2009)
- Andy Marlow – klávesy (2005–2007)
- Lars Vognstrup – klávesy (2008–2009)